# August Raillard

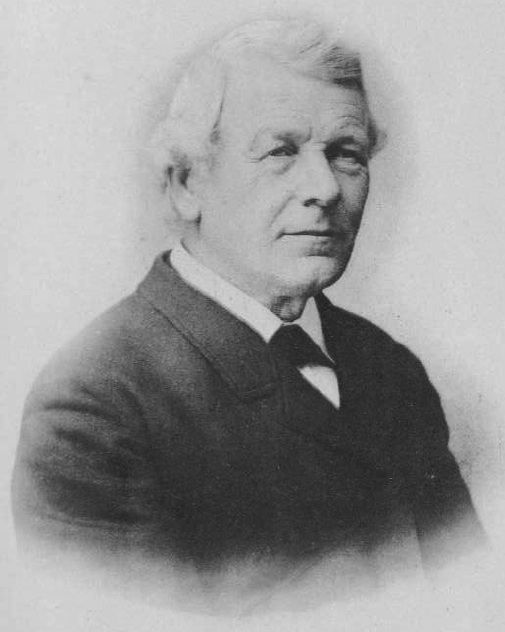
August Raillard

August Raillard (* 16. Februar 1821 in Basel; † 1. September 1889 in Amden) war ein Schweizer Politiker, Industrieller, Alpinist und Gründungsmitglied des Schweizer Alpen-Clubs.

## Leben
August Raillard machte eine Ausbildung zum Kaufmann und arbeitete danach in der Gerbereifabrik seines Vaters, die er später übernahm. Als Konservativer war er Basler Grossrat, sowie Mitglied des Grossen Stadtrats und des Bürgerrats. Zudem sass er in der Kirchensynode und im Kirchenrat. Überdies war Raillard während 25 Jahren als Laienrichter am Strafgericht tätig. Mit dieser Ämterkumulation war Raillard ein typischer Vertreter der Basler Elite (Daig). Raillards Vorfahren waren Hugenotten aus Lothringen.
Raillard war Teilnehmer der Versammlung von «35 schweizerischen Berg- und Gletscherfahrern» am 19. April 1863 im Bahnhofbuffet Olten, die auf Einladung von Rudolf Theodor Simler den Schweizer Alpen-Club (SAC) gründeten und Mitbegründer der Sektion Basel des SAC.
Mit Abraham Roth, Georg Sand, dem Bergführer Heinrich Elmer und den Trägern Christian Vordermann und Jakob Stüssi gelang ihm am 6. September 1863 die Erstbesteigung des Bifertenstocks. Nebst vielen Gipfeln in den Schweizer Alpen schaffte er 1864 die dritte Besteigung der Gross Windgällen. 1864 gelang ihm mit Leonhard Finiger die Erstbesteigung des Fleckistocks.

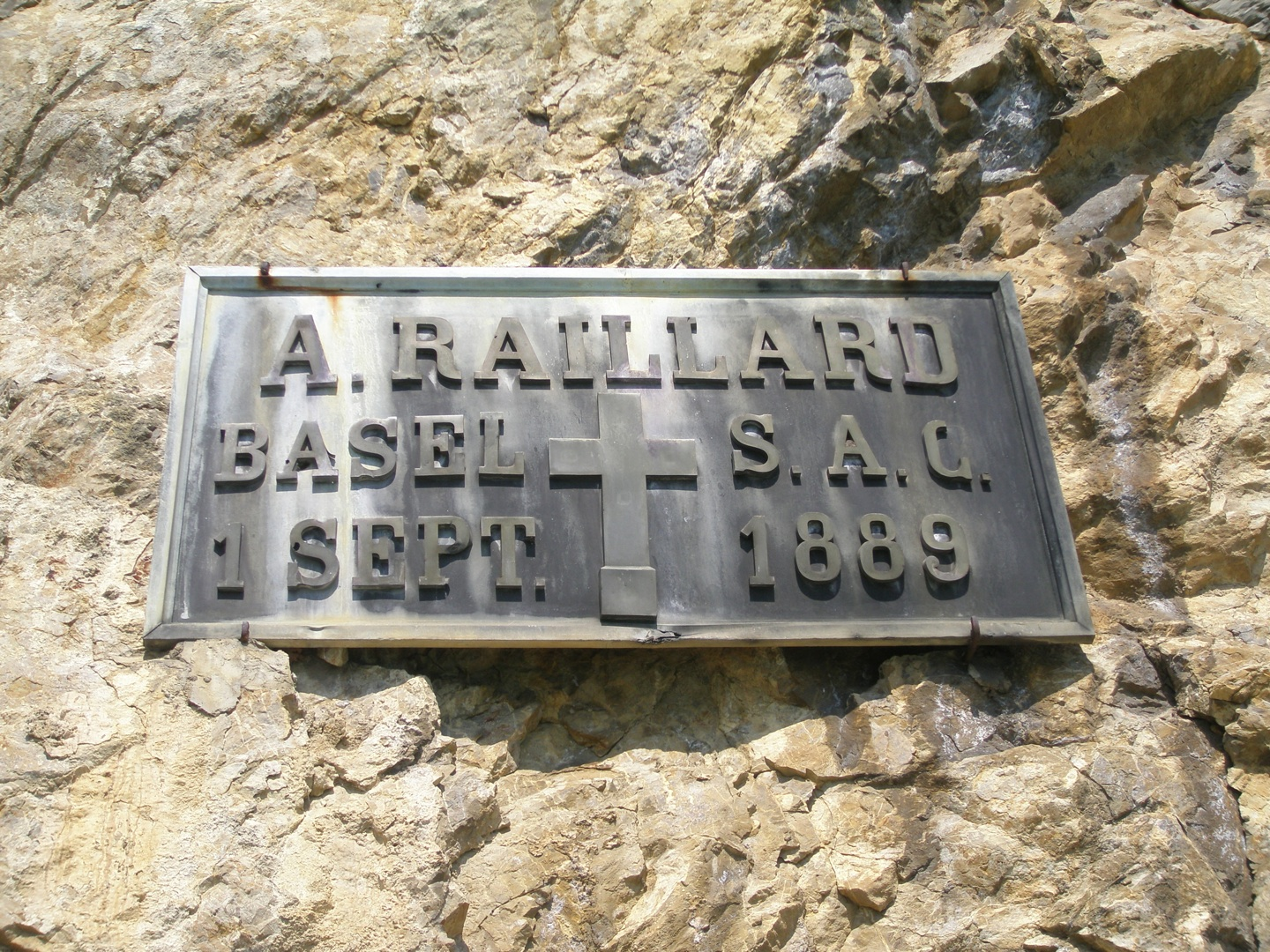
Gedenktafel an der Strasse von Weesen nach Betlis

Am 1. September 1889 kehrte Raillard von einer Wanderung von Weesen am Walensee nach Amden nicht mehr zurück. Einen Tag später fand man ihn tot am Fuss einer Felswand nahe dem Seeufer. Als Grund des Absturzes in unschwierigem Gelände wird Unwohlsein oder Schwindel vermutet. In der Nähe der Absturzstelle an der Strasse von Weesen nach Betlis erinnert eine grosse Gedenktafel an den Alpenpionier.